# Tittling
Tittling település Németországban, azon belül Bajorországban. Lakosainak száma 4228 fő (2023. december 31.). Tittling Fürstenstein, Neukirchen vorm Wald, Witzmannsberg, Perlesreut, Saldenburg és Thurmansbang községekkel határos.

## Népesség
A település népessége az elmúlt években az alábbi módon változott:
| Lakosok száma | 1686 | 3543 | 3864 | 3860 | 3951 | 4006 | 4049 | 4067 | 4226 | 4228 |
|               | 1875 | 1950 | 1975 | 1987 | 2012 | 2014 | 2016 | 2017 | 2021 | 2023 |

## Fekvése
Büchlbergtől északnyugatra fekvő település.

## Története
Nevét 1155-ben mint egy nemesi lakóhelyet tartották nyilván. 1322-ben kapott piaci jogokat évente négy alkalommal. 1803 április 17-én nagy tűzvész pusztított itt, elpusztítva a várat és a gótikus Szent Vitus templom barokk belsejét. Tittlinger jelenlegi neogótikus gránit plébániatemploma 1890-től 1892-ig épült és 1893 szeptember 21-én Michael Rampf püspök szentelte fel a 72 méter magas tornyot. A régi templomot lebontották.

## Galéria

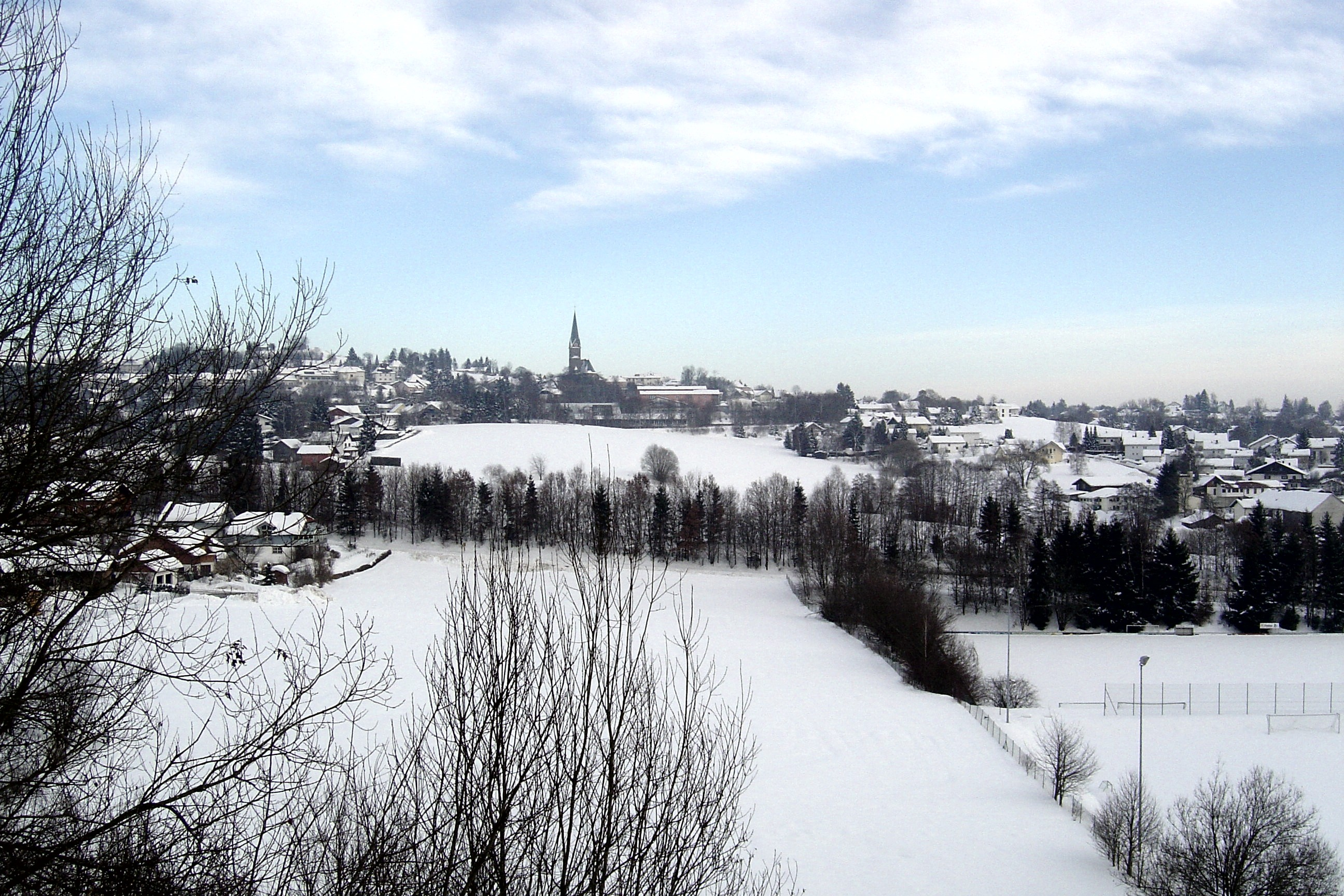
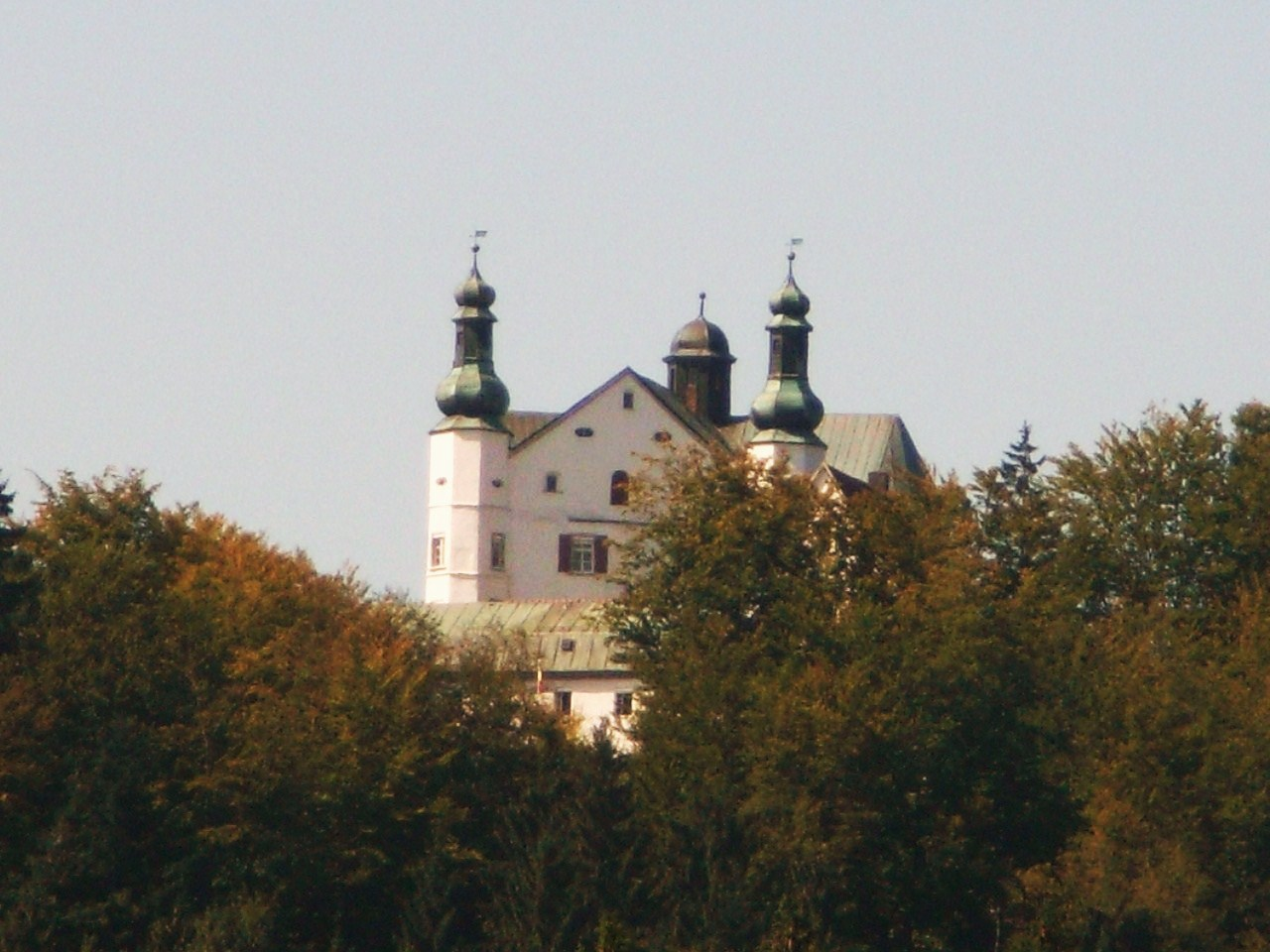
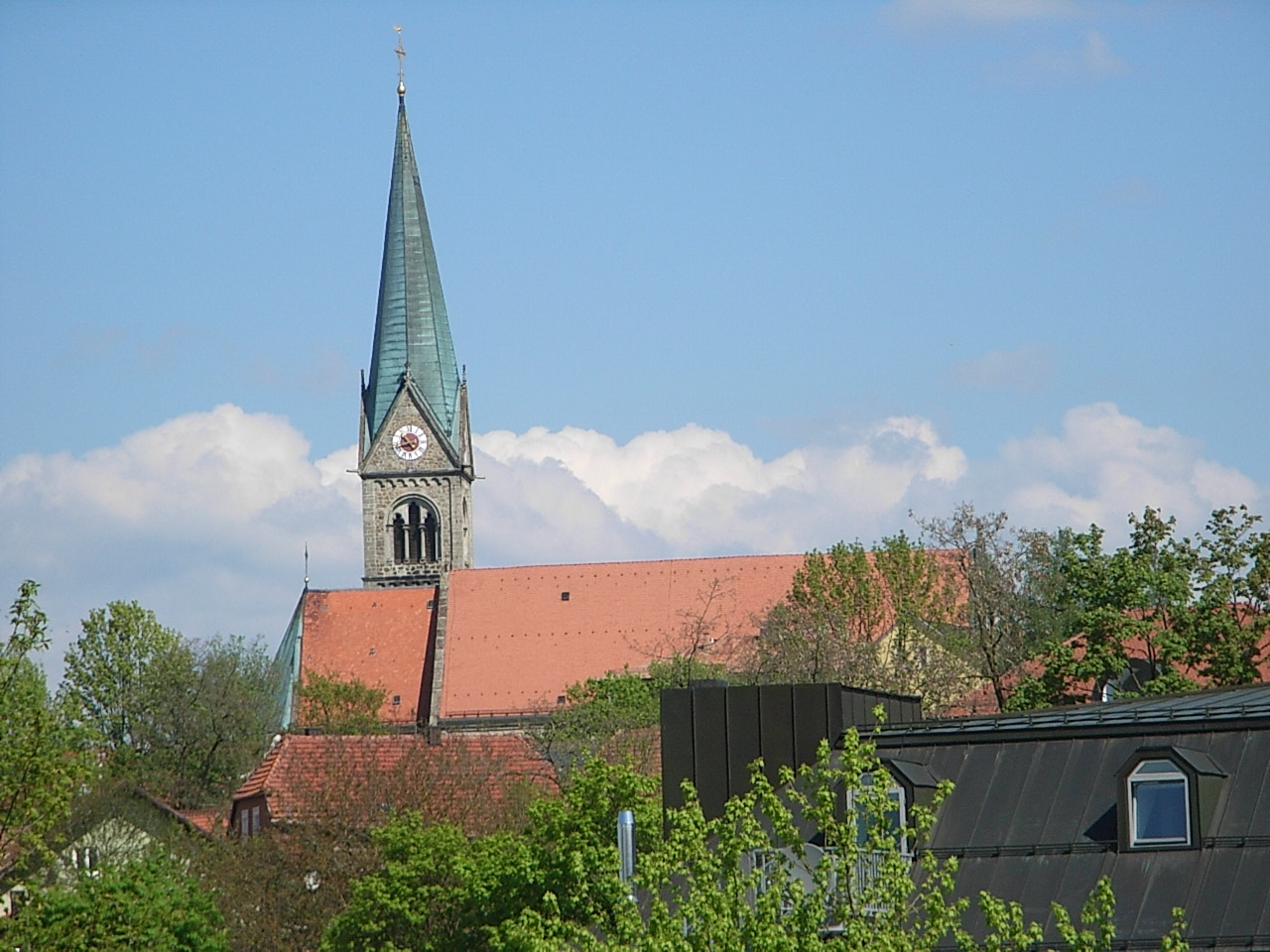
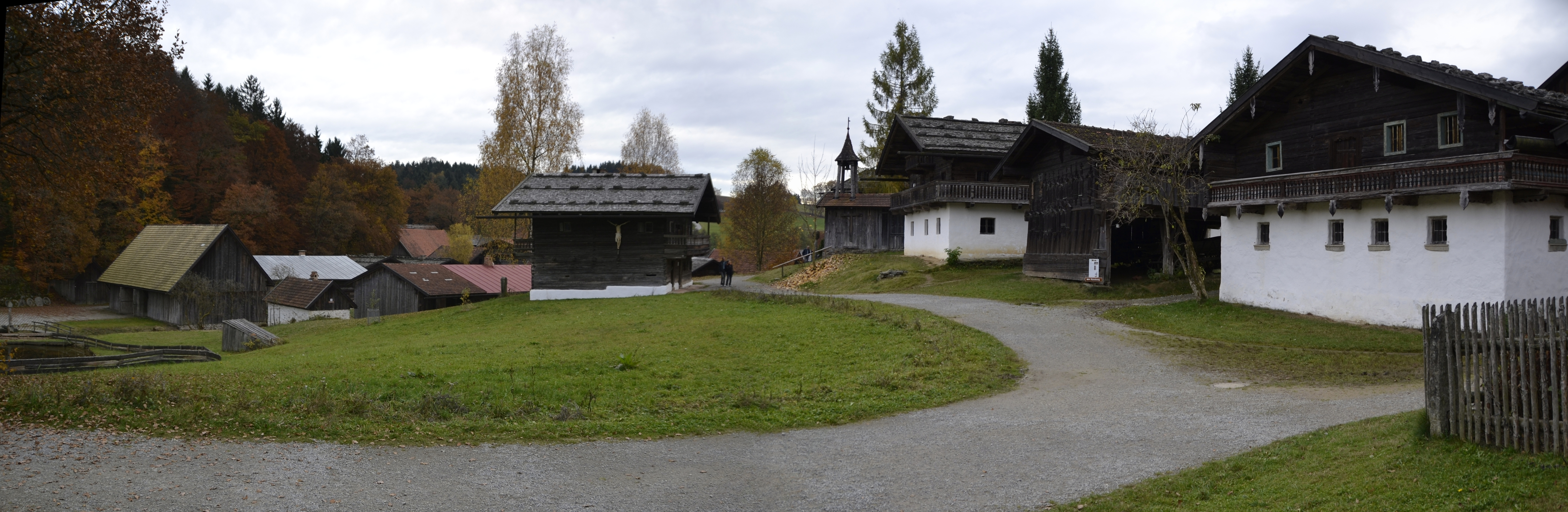
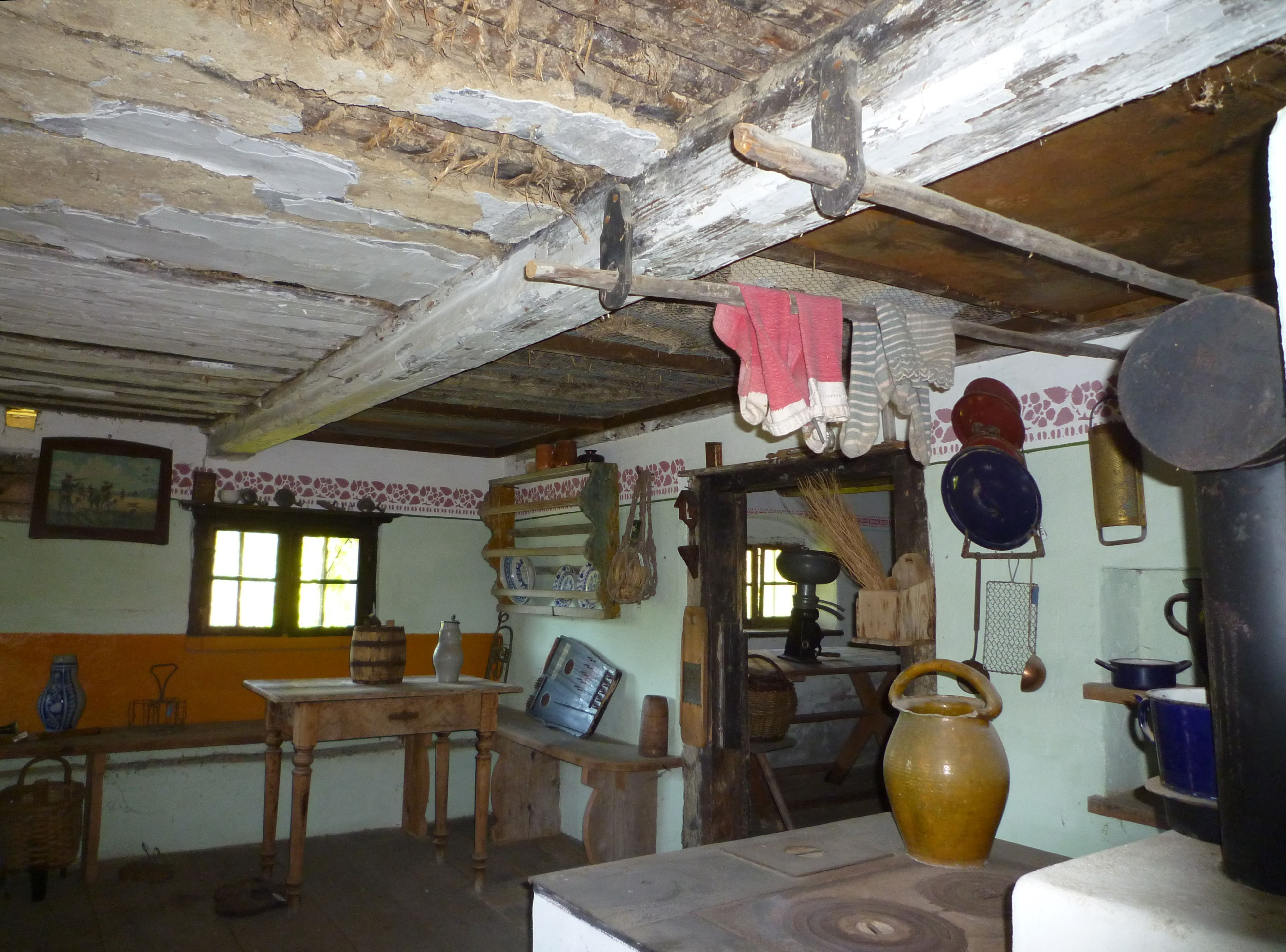
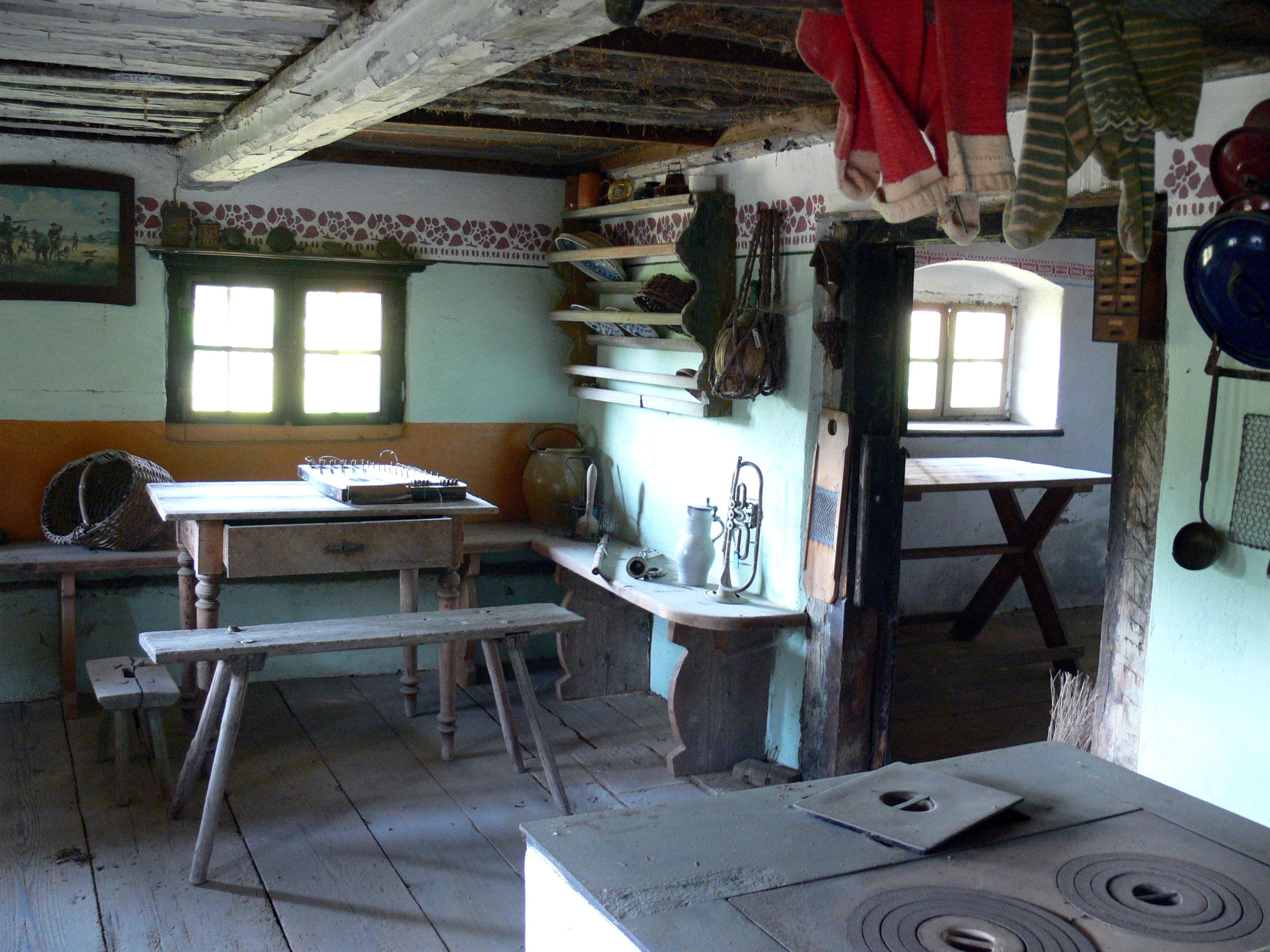

## Nevezetességek
- Plébániatemploma
- Múzeumfalu